# 兵庫県道713号豊岡日高線
兵庫県道713号豊岡日高線（ひょうごけんどう713ごう とよおかひだかせん）は豊岡市宮井と豊岡市日高町藤井を結ぶ一般県道である。

## 概要
豊岡市宮井から豊岡市日高町藤井に至る。

### 路線データ
- 起点：豊岡市宮井（兵庫県道242号辻福田線交点）
- 終点：豊岡市日高町藤井（兵庫県道1号日高竹野線交点）
- 総延長：7.673 km

## 路線状況

### 道路施設

#### 橋梁
- 奈佐路橋（奈佐路川、豊岡市）

#### トンネル
- 但馬空港トンネル：延長144 m、1994年（平成6年）竣工、豊岡市

## 地理

### 通過する自治体
- 豊岡市

### 交差する道路
| 交差する道路           | 交差する場所 | 交差する場所   |
| ---------------------- | ------------ | -------------- |
| 兵庫県道242号辻福田線  | 宮井         | 起点           |
| 兵庫県道50号但馬空港線 | 岩井         | 但馬空港交差点 |
| 兵庫県道1号日高竹野線  | 日高町藤井   | 終点           |

### 沿線
- 但馬空港